# Sergej Verlin
Sergej Viktorovič Verlin (in russo Сергей Викторович Верлин?; Voronež, 12 ottobre 1974) è un ex canoista russo.
Ha vinto una medaglia di bronzo ad Atlanta 1996 nel K4 1000m. Numerosi sono anche i titoli mondiali; dal 2004, dopo il ritiro è allenatore della squadra russa di kayak.

## Palmarès
- Olimpiadi

Atlanta 1996: bronzo nel K4 1000m.
- Mondiali

1993: bronzo nel K4 10000m.
1994: oro nel K4 200m, K4 500m e K4 1000m.
1995: oro nel K4 500m e argento nel K4 200m.
1997: oro nel K4 200m.
1998: argento nel K2 200m e bronzo nel K4 1000m.
- Campionati europei di canoa/kayak sprint

Plovdiv 1997: argento nel K4 200m e bronzo nel K4 500m.
Zagabria 1999: bronzo nel K2 200m.